# Pesem Evrovizije 2000
Pesem Evrovizije 2000 je bila 45. izdaja tekmovanja za Pesem Evrovizije, ki je potekalo 13. maja 2000 v dvorani Globe Arena v Stockholmu na Švedskem, vodila pa sta ga Kattis Ahlström in Anders Lundin. Tekmovanje, ki sta ga organizirali Evropska radiodifuzna zveza (EBU) in voditeljska televizija Sveriges Television (SVT), je bilo na Švedskem odigrano po zmagi te države na tekmovanju leta 1999 s pesmijo "Take Me to Your Heaven" Charlotte Nilsson. S 13.000 gledalci je bilo tekmovanje leta 2000 največje v svoji zgodovini.
Na tekmovanju je sodelovalo štiriindvajset držav. Bosna in Hercegovina, Litva, Poljska, Portugalska in Slovenija, ki so sodelovale na tekmovanju leta 1999, so izpadle, potem ko so v prejšnjih petih tekmovanjih dosegle najnižje povprečno število točk. Te države so nadomestile Latvija na svojem prvem nastopu na tekmovanju, Finska, Makedonija, Romunija in Švica, ki so izpadle iz prejšnjega leta, ter Rusija, ki se je vrnila po dvoletni odsotnosti. Zmagala je Danska s pesmijo "Fly on the Wings of Love", ki jo je napisal Jørgen Olsen [da] in izvedla brata Olsen. Čeprav Danska pred tekmovanjem ni bila favoritinja za osvojitev naslova, je "Fly on the Wings of Love" dosegla tretje najvišje število točk na tekmovanju, in sicer 195 točk, pesem pa je postala uspešnica na lestvicah singlov po vsej Evropi.
Med prvimi peterico so se uvrstile še Rusija, Latvija, Estonija in Nemčija, pri čemer sta Rusija in Estonija dosegli svoja najboljša rezultata doslej, Latvija pa je dosegla eno najvišjih uvrstitev za debitantski nastop v zgodovini tekmovanja. Tekmovanje leta 2000 je bilo prvo, ki je bilo predvajano prek interneta, spletni prenos oddaje v živo pa je bil na voljo v Evropi, Združenih državah Amerike, Kanadi in Avstraliji prek Microsoftovih portalov MSN.
Tekmovanje leta 2000 je potekalo v Stockholmu na Švedskem, potem ko je država zmagala na izdaji leta 1999 s pesmijo "Take Me to Your Heaven", ki jo je izvedla Charlotte Nilsson. Švedska je tekmovanje organizirala že četrtič, po tekmovanjih v letih 1975, 1985 in 1992 v Stockholmu, Göteborgu in Malmöju.[1] Izbrano prizorišče je bila Globe Arena, v švedščini znana tudi kot Globen, notranja arena, ki se je prvič odprla leta 1989, in največja polkrožna stavba na svetu.[2][3][4] Z zmogljivostjo več kot 16.000 ljudi, ki se je za tekmovanje nekoliko zmanjšala na 13.000, je bila Globe Arena takrat največje prizorišče, kar jih je Evrovizija kdaj videla.
Vodilna televizija Sveriges Television (SVT) se je obrnila na prizorišča v treh mestih – Göteborgu, Malmöju in Stockholmu – da bi določila primerno gostiteljsko mesto in prizorišče za tekmovanje. Po tem prvem krogu pogajanj so bila izbrana prizorišča Scandinavium v Göteborgu, ki je tekmovanje gostil že leta 1985; Malmömässan v Malmöju; in Globen v Stockholmu.[7][8] Malmö je bil nato izločen kot potencialno gostiteljsko mesto zaradi visokih stroškov, potrebnih za dokončanje ustrezne arene na območju Malmömässana, ki bi imela še vedno relativno majhno kapaciteto občinstva v primerjavi z drugimi ponujenimi prizorišči. Od preostalih možnosti je generalni direktor SVT Sam Nilsson [sv] na koncu izbral Stockholm in Globen za gostitelja dogodka. Stockholmska ponudba je zmagala pred Göteborgom zaradi nižjih stroškov produkcije dogodka v prestolnici in ker Stockholm dogodka ni gostil od leta 1975.
Po pravilih tekmovanja je lahko na tekmovanju leta 2000 sodelovalo štiriindvajset držav, ena več kot triindvajset držav, ki so sodelovale na dogodku leta 1999.[9] Latvija se je tekmovanja udeležila prvič, Finska, Makedonija, Romunija, Rusija in Švica pa so se vrnile, potem ko se prejšnjega leta niso udeležile dogodka. Udeleženci leta 1999, Bosna in Hercegovina, Litva, Poljska, Portugalska in Slovenija, se letošnjega tekmovanja niso udeležili.
Več nastopajočih umetnikov se je že prej pomerilo kot glavni izvajalci na preteklih izdajah. Serafín Zubiri se je na tekmovanju pomeril drugič, potem ko je leta 1992 zastopal Španijo.[10] Roger Pontare se je letos pomeril kot samostojni izvajalec, potem ko je leta 1994 nastopil za Švedsko, kjer je tekmoval skupaj z Marie Bergman.[11] Člana ciprskega dua Voice [it], Alexandros Panayi in Christina Argyri, sta že prej sodelovala na Evroviziji, pri čemer je Panayi leta 1995 zastopal Ciper, Argyri pa je bila na istem tekmovanju spremljevalna izvajalka.[12] Številni nekdanji sodelujoči umetniki so se vrnili tudi kot spremljevalni vokalistki za nekatere tekmovalne nastope: Eyjólfur Kristjánsson [is], ki je leta 1991 skupaj s Stefánom Hilmarssonom [is] zastopal Islandijo, se je vrnil kot spremljevalni vokalist islandskega dua August in Telma [is];[13] Albano Carrisi, ki je dvakrat, leta 1976 in 1985, zastopal Italijo z Romino Power kot Al Bano in Romina Power, je na odru podpiral Švicarko Jane Bogaert [de];[14] Gabriel Forss [sv], član skupine Blond [sv], ki je leta 1997 zastopala Švedsko, je bil spremljevalni vokalist malteške Claudette Pace na letošnjem dogodku.[15] Poleg tega je za Irsko na letošnjem tekmovanju tekmoval Eamonn Toal [fr], ki je leta 1995 že zastopal Irsko kot spremljevalni vokalist.